# Beira Alta
La Beira Alta es una región histórica y antigua provincia administrativa (o región natural) portuguesa, instituida formalmente por una reforma administrativa de 1936, que tenía su capital en la ciudad de Viseu. Sin embargo, las provincias nunca tuvieron ninguna atribución práctica, y desaparecieron de la terminología administrativa (aunque no del vocabulario cotidiano de los portugueses) con la entrada en vigor de la Constitución de 1976. El territorio corresponde a la región noreste de la antigua Provincia de Beira, desaparecida en el siglo XIX.

## Localización
Limita al norte con Trás-os-Montes e Alto Douro, al noroeste con el Douro Litoral, al oeste y al suroeste con la Beira Litoral, al sur con la Beira Baixa y al este con España (provincia de Salamanca, en Castilla y León). Tiene también una pequeña frontera con la provincia de Cáceres (Extremadura), en el sur del municipio de Sabugal, en el extremo sureste del distrito de Guarda.

## Composición
Estaba constituida por 33 municipios, integrando casi la totalidad de los distritos de Guarda y Viseu y dos municipios del levante del distrito de Coímbra.
- Distrito de Coímbra (2 de los 17 municipios): Oliveira do Hospital y Tábua.
- Distrito de Guarda (13 de los 14 municipios): Aguiar da Beira, Almeida, Celorico da Beira, Figueira de Castelo Rodrigo, Fornos de Algodres, Gouveia, Guarda, Manteigas, Mêda, Pinhel, Sabugal, Seia y Trancoso.
- Distrito de Viseu (18 de los 24 municipios): Carregal do Sal, Castro Daire, Mangualde, Moimenta da Beira, Mortágua, Nelas, Oliveira de Frades, Penalva do Castelo, Penedono, Santa Comba Dão, São Pedro do Sul, Sátão, Sernancelhe, Tarouca, Tondela, Vila Nova de Paiva, Viseu y Vouzela.

Para algunos geógrafos, esta provincia, en conjunto con la Beira Baixa, y a veces hasta con la inclusión de la Beira Transmontana, forman una unidad geográfica mayor: la Beira Interior.

## Actualidad
Actualmente, su territorio se encuentra repartido por las regiones estadísticas Norte y Centro, perteneciendo a la primera la subregión estadística del Duero (municipios de Moimenta da Beira, Penedono, Sernancelhe y Tarouca), y a la segunda la totalidad de las subregiones estadísticas de la Beira Interior Norte, la Cova da Beira, el Dão-Lafões así como una pequeña parte del Pinhal Interior Norte (por abarcar su territorio los dos municipios del distrito de Coímbra pertenecientes a la Beira Alta).
- Datos: Q792092
- Multimedia: Beira Alta / Q792092